# 圣瑟诺克
圣瑟诺克（法語：Saint-Senoch，法語發音：[sɛ̃ sənɔk] ⓘ）是法国安德尔-卢瓦尔省的一个市镇，位于该省东南部，属于洛什区。

## 地理
圣瑟诺克（47°2'49"N, 0°58'9"E）面积24.08 平方千米，位于法国中央-卢瓦尔河谷大区安德尔-卢瓦尔省，该省份为法国中西部省份，北起萨尔特省、东北接卢瓦-谢尔省，东南接安德尔省，南至维埃纳省，西临曼恩-卢瓦尔省。
与圣瑟诺克接壤的市镇（或旧市镇、城区）包括：贝堡、埃沃勒穆捷、洛什、佩吕松、瓦雷讷、安德尔河畔韦尔讷伊。

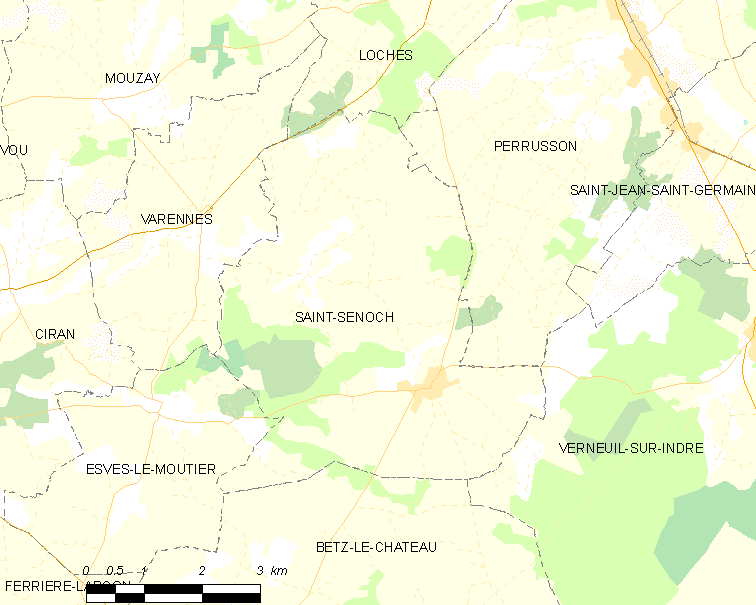
圣瑟诺克的OSM定位图

圣瑟诺克的时区为UTC+01:00、UTC+02:00（夏令时）。

## 行政
圣瑟诺克的邮政编码为37600，INSEE市镇编码为37238。

## 政治
圣瑟诺克所属的省级选区为洛什县。

## 人口

1962-2008年间圣瑟诺克人口变化图示

圣瑟诺克于2022年1月1日时的人口数量为520人。